# جنگل‌نشین غربی
جنگل‌نشین غربی (نام علمی: Automolus virgatus) گونه‌ای از پرندگان در زیرتیرهٔ Furnariinae از تیرهٔ تنورمرغان (Furnariidae) است. در کلمبیا، کاستاریکا، اکوادور، هندوراس، نیکاراگوئه و پاناما یافت می‌شود.